# Guerrero, Puebla
Guerrero är en ort i Mexiko.   Den ligger i kommunen Libres och delstaten Puebla, i den sydöstra delen av landet, 150 km öster om huvudstaden Mexico City. Guerrero ligger 2 408 meter över havet och antalet invånare är 713.
Terrängen runt Guerrero är kuperad åt sydväst, men åt nordost är den platt. Runt Guerrero är det ganska tätbefolkat, med 78 invånare per kvadratkilometer. Närmaste större samhälle är Libres, 3,7 km norr om Guerrero. Omgivningarna runt Guerrero är en mosaik av jordbruksmark och naturlig växtlighet.